# کریستال بی (نوادا)
کریستال بی، نوادا (به انگلیسی: Crystal Bay, Nevada) یک سکونتگاه مسکونی در ایالات متحده آمریکا است که در کالیفرنیا واقع شده‌است.

## خصوصیات
کریستال بی ۲٫۰ کیلومترمربع مساحت و ۳۰۵ نفر جمعیت دارد و ۱٬۹۵۰٫۷۴ متر بالاتر از سطح دریا واقع شده‌است.